# حوزه انتخابیه چهارم اکلاهما
حوزه انتخابیه چهارم اکلاهما یک حوزه انتخابیه مجلس نمایندگان آمریکا است که در ایالت اکلاهما قرار دارد.